# Ulrich Pfeil

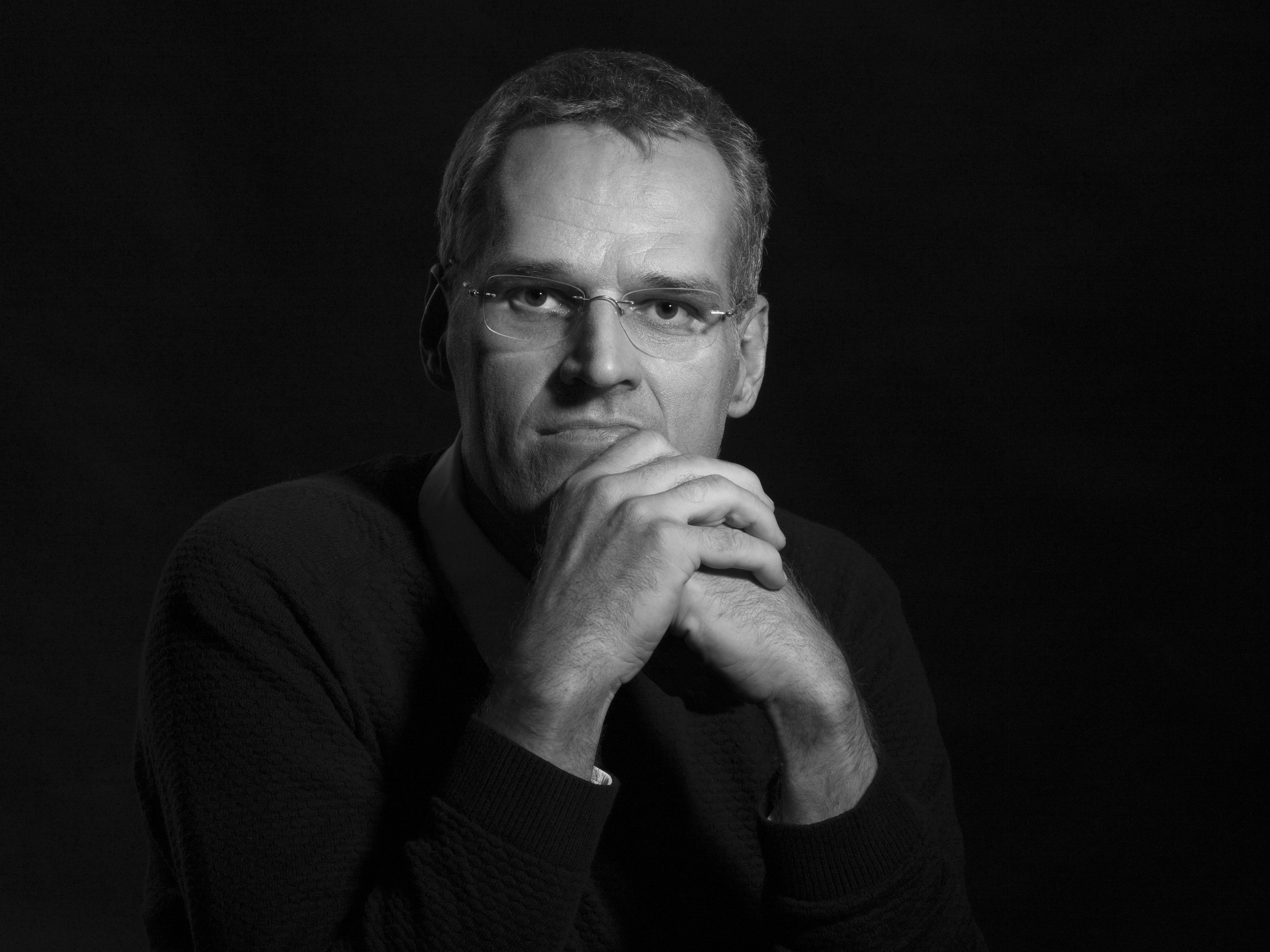
Ulrich Pfeil

Ulrich Pfeil (* 13. Mai 1966 in Hamburg) ist ein deutscher Historiker, der in Frankreich tätig ist.

## Leben
Ulrich Pfeil wuchs in Heide (Holstein) auf und machte 1985 das Abitur am Gymnasium Heide-Ost. Nach dem Wehrdienst studierte er von 1987 bis 1993 Erziehungswissenschaften, Französisch und Geschichte an der Universität Hamburg. Im Jahre 1989/90 war er als Fremdsprachenassistent in Lure in Frankreich tätig. Zwischen 1993 und 1995 absolvierte er das Referendariat am Elsensee-Gymnasium in Quickborn. Nach dem Zweiten Staatsexamen unterrichtete er 1995/96 am Gymnasium Bernau bei Berlin (Brandenburg).
Im Jahre 1995 wurde er am Fachbereich Geschichtswissenschaften der Universität Hamburg mit einer Dissertation zum Thema Vom Kaiserreich ins Dritte Reich. Die Kreisstadt Heide/Holstein 1890–1933 promoviert. Von 1996 bis 2002 war Pfeil als DAAD-Lektor am Institut d’Allemand d’Asnières (Asnières-sur-Seine) der Universität Paris III (Sorbonne Nouvelle) tätig. Ein Stipendium der Deutschen Forschungsgemeinschaft ermöglichte es ihm im Jahre 2002, sich an der Universität Lille III zum Thema „Die ‚anderen‘ deutsch-französischen Beziehungen. Die DDR und Frankreich 1949–1990“ zu habilitieren. Zwischen 2002 und 2009 arbeitete er am Deutschen Historischen Institut Paris und nahm 2003 eine Gastprofessur am 1er cycle franco-allemand de Sciences Po Paris à Nancy wahr. Pfeil war von 2005 bis 2010 Professor für Deutschlandstudien an der Université Jean Monnet de Saint-Étienne. Zum 1. September 2010 erhielt er einen Ruf an die Universität Metz, die im Jahr 2012 in der Université de Lorraine aufgegangen ist. Von September 2020 bis Februar 2021 war er Senior Research Fellow bzw. Gastwissenschaftler am Leibniz-Institut für Europäische Geschichte in Mainz; im Juni/Juli 2025 war er Gastwissenschaftler am Leibniz-Institut für Raumbezogene Sozialforschung in Erkner.
Seine Forschungsschwerpunkte im Bereich der Neueren und Zeitgeschichte sind neben Studien zur deutschen und französischen Erinnerungskultur, die deutsch-französischen Beziehungen in Geschichte und Aktualität, die Geschichte Europas, Deutschland im Kalten Krieg, die Geschichte der deutschen und internationalen Historiographie und die Schleswig-Holsteinische Landesgeschichte im 19. und 20. Jahrhundert. Mitherausgegeben hat er darüber hinaus Analysen zur historischen Einordnung des Deutsch-Französischen Geschichtsbuches Histoire/Geschichte. Gemeinsam mit Corine Defrance hat er im Auftrag des DFJW "Cartorik" konzipiert und koordiniert, eine digitale Karte von 63 Orten der deutsch-französischen Geschichte seit 1870. Außerdem interessiert er sich für die Geschichte des Fußballs, ganz besonders für die des FC Bayern München. Aktuell schreibt er an einer Studie zur Bedeutung von Stadien und Sportstätten beim Wiederaufbau Deutschlands nach 1945. Darüber hinaus veröffentlicht er in der Presse zu aktuellen Fragen der deutsch-französischen Beziehungen und der politischen Entwicklung in Frankreich. Er war bis zu deren Auflösung Mitglied der Historischen Kommission der SPD. Seit 1. Januar 2025 ist er ehrenamtlich Vorstandsvorsitzender der Stiftung Luftbrückendank (Berlin) und Mitglied des wissenschaftlichen Beirats der Deutsch-Französischen Hochschule.

## Publikationen (Auswahl)
Monographien
- Vom Kaiserreich ins »Dritte Reich«. Heide 1890–1933. Eigenverlag, Heide 1997 (Zugl. Dissertation, Universität Hamburg, 1996).
- Von der roten Revolution zur braunen Diktatur. Heide zwischen 1918 und 1935. Quellen, Texte und Abbildungen für die Sekundarstufe I. Herausgegeben von der GEW Heide, Heide 1997.
- « Comme un coup de tonnerre dans un ciel d’été ». Französische Reaktionen auf den 17. Juni 1953. Verlauf – Perzeptionen – Interpretationen (= Kleine Schriftenreihe der Historischen Kommission zu Berlin. Heft 8). Berliner Wissenschaftsverlag, Berlin 2003, ISBN 3-8305-0493-4.
- Die »anderen« deutsch-französischen Beziehungen. Die DDR und Frankreich 1949–1990 (= Zeithistorische Studien des Zentrums für Zeithistorische Forschung Potsdam, Band 26). Böhlau, Köln 2004, ISBN 3-412-04403-2.
- Das Deutsche Historische Institut Paris und seine Gründungsväter. Ein personengeschichtlicher Ansatz. München 2007, ISBN 978-3-486-58519-3 (Digitalisat).
- Vorgeschichte und Gründung des Deutschen Historischen Instituts Paris. Darstellung und Dokumentation. Thorbecke, Ostfildern 2007, ISBN 978-3-7995-7917-9.
- mit Corine Defrance: Eine Nachkriegsgeschichte in Europa 1945–1963 (= Deutsch-Französische Geschichte, Band 10). Wissenschaftliche Buchgesellschaft, Darmstadt 2011, ISBN 978-3-534-14708-3.
  - Entre guerre froide et intégration européenne. Reconstruction et rapprochement 1945–1963 (= Histoire franco-Allemande, Band 10). Septentrion, Villeneuve d’Ascq 2012, ISBN 978-2-7574-0344-0.
- mit Corine Defrance: 50 Jahre Deutsch-Französisches Jugendwerk / L’Office franco-allemand pour la jeunesse a 50 ans, Hrsg. DFJW, Berlin, Paris 2013, ISBN 978-2-36924-000-6.

Herausgeberschaft
- La RDA et l’Occident 1949–1990. PIA, Asnières 2000, ISBN 2-910212-15-7.
- Die DDR und der Westen. Transnationale Beziehungen 1949–1989. Ch. Links, Berlin 2001, ISBN 3-86153-244-1.
- mit Corine Defrance: Der Élysée-Vertrag und die deutsch-französischen Beziehungen 1945 – 1963 – 2003. Oldenbourg, München 2005, ISBN 3-486-57678-X (Digitalisat; auch auf Französisch erschienen).
- Deutsch-französische Kultur- und Wissenschaftsbeziehungen im 20. Jahrhundert. Ein institutionengeschichtlicher Ansatz. Oldenbourg, München 2007, ISBN 978-3-486-58180-5 (Digitalisat).
- Das Deutsche Historische Institut Paris und seine Gründungsväter. Ein personengeschichtlicher Ansatz. Oldenbourg, München 2007, ISBN 978-3-486-58519-3 (Digitalisat).
- Die Rückkehr der deutschen Geschichtswissenschaft in die ›Ökumene der Historiker‹. Ein wissenschaftsgeschichtlicher Ansatz. Oldenbourg, München 2008, ISBN 978-3-486-58795-1 (Digitalisat).
- mit Hans Manfred Bock, Corine Defrance, Gilbert Krebs: Les jeunes dans les relations transnationales. L’Office franco-allemand pour la jeunesse 1963–2008. PSN, Paris 2008, ISBN 978-2-87854-427-5.
- mit Jean-Paul Cahn: Allemagne 1945–1961. De la « catastrophe » à la construction du Mur. Septentrion, Villeneuve d’Ascq 2008, ISBN 978-2-7574-0056-2.
- mit Jean-Paul Cahn: Allemagne 1961–1974. De la construction du Mur à l’Ostpolitik. Septentrion, Villeneuve d’Ascq 2009, ISBN 978-2-7574-0107-1.
- mit Jean-Paul Cahn: Allemagne 1974–1990. De l’Ostpolitik à l’unification. Septentrion, Villeneuve d’Ascq 2009, ISBN 978-2-7574-0114-9.
- Football et identité en France et en Allemagne. Septentrion, Villeneuve d’Ascq 2010, ISBN 978-2-7574-0156-9.
- Mythes et tabous des relations franco-allemandes au XXe siècle / Mythen und Tabus der deutsch-französischen Beziehungen im 20. Jahrhundert. Peter Lang, Bern 2012, ISBN 978-3-0343-0592-1.
- mit Corine Defrance: La construction d'un espace scientifique commun? La France, la RFA et l'Europe après le «choc du Spoutnik». Peter Lang, Bern 2012, ISBN 978-90-5201-857-7.
- mit Corine Defrance: La France, l’Allemagne et le traité de l’Élysée, 1963–2013. CNRS Éditions, Paris 2012, ISBN 978-2-271-07488-1.
- mit Françoise Lartillot: Constructions de l'espace dans les cultures d'expression allemande. Peter Lang, Bern 2013, ISBN 978-3-0343-0600-3.
- mit Nicole Colin, Corine Defrance, Joachim Umlauf: Lexikon der deutsch-französischen Kulturbeziehungen nach 1945. Narr, Tübingen 2013 (2. Auflage 2015), ISBN 978-3-8233-6693-5.
- mit Anne Kwaschik: Die DDR in den deutsch-französischen Beziehungen. Peter Lang, Bern 2013, ISBN 978-2-87574-074-8.
- mit Corine Defrance und Andreas Wilkens: Willy Brandt. Un projet pour l'Allemagne (1913–1992) (= Schriftenreihe der Bundeskanzler-Willy-Brandt-Stiftung, Band 28). Bundeskanzler-Willy-Brandt-Stiftung, Berlin 2014, ISBN 978-3-933090-27-0.
- mit Christin Niemeyer: Der deutsche Film im Kalten Krieg = Cinéma allemand et guerre froide. Peter Lang, Bern 2014, ISBN 978-2-87574-180-6.
- mit Dietmar Hüser: Populärkultur und deutsch-französische Mittler / Culture de masse et médiateurs franco-allemands. Akteure, Medien, Ausdrucksformen / Acteurs, médias, articulations (= Jahrbuch des Frankreich-Zentrums Saarbrücken, Band 14/2014). Transcript, Bielefeld 2015, ISBN 978-3-8376-3082-4.
- mit Corine Defrance (Hrsg.): Verständigung und Versöhnung nach dem „Zivilisationsbruch“? Deutschland in Europa nach 1945. Peter Lang, Bern 2016 (= Schriftenreihe der Bundeszentrale für politische Bildung, Band 1731), Bonn 2016, ISBN 978-2-87574-334-3.
- mit Nicole Colin, Corine Defrance, Joachim Umlauf (Hrsg.): Le Mur de Berlin. Histoire, mémoires, représentations. Peter Lang, Bern 2016, ISBN 978-2-8076-0143-7.
- mit Franziska Flucke, Bärbel Kuhn (Hrsg.): Der Kalte Krieg im Schulbuch. Röhrig, St. Ingbert 2017, ISBN 978-3-86110-630-2.
- mit Corine Defrance, Bettina Greiner (Hrsg.): Die Berliner Luftbrücke. Erinnerungsort des Kalten Krieges. Christoph Links Verlag, Berlin 2018, ISBN 978-3-86153-991-9.
- mit Corine Defrance (Hrsg.): Länderbericht Frankreich. Bundeszentrale für politische Bildung, Bonn 2021, ISBN 978-3-7425-0661-0.
- mit Anne Couderc, Corine Defrance (Hrsg.):  La réconciliation / Versöhnung. Histoire d’un concept entre oubli et mémoire / Geschichte eines Begriffs zwischen Vergessen und Erinnern, Peter Lang, Brüssel 2022, ISBN 978-2-87574-489-0.
- mit Nicole Colin, Corine Defrance und Joachim Umlauf (Hrsg.): Dictionnaire des relations culturelles franco-allemandes depuis 1945, Septentrion, Lille, 2023, ISBN 978-2-7574-3808-4.